# Why? (Keep Your Head Down)
「Why? (Keep Your Head Down)」（ホワイ? (キープ・ユア・ヘッド・ダウン)、朝: 왜 (Keep Your Head Down)）は、東方神起の楽曲である。朝鮮語版と日本語版の2種類が制作されており、朝鮮語版「왜 (Keep Your Head Down)」は2011年1月3日に第5集アルバム『Keep Your Head Down』からの先行シングルとして、日本語版「Why? (Keep Your Head Down)」は2011年1月26日に日本での31作目のシングルとして発売された。
本作は、前年の活動休止やメンバーの脱退などを経て、ユンホとチャンミンでの2人体制となってから初の楽曲で、インダストリアルヒップホップとバロック・ポップの要素を掛け合わせたダンスナンバー。
作詞はユ・ヨンジンが手掛け、作曲はユ・ハンジンとユ・ヨンジンの共作。

## 背景・リリース
楽曲自体は2010年の時点で存在しており、『SM Town Live '10 World Tour』のロサンゼルス公演でユンホのソロ曲として披露され、後にチャンミンを交えた東方神起の楽曲として制作し直された。また、楽曲発表時に、ファンの間で歌詞の内容が前年に事務所及びグループから離籍したジェジュン・ユチョン・ジュンスに対する言及ではないかとの指摘がなされたが、事務所側は「真実の愛と信じていた恋人に裏切られた男の心情を歌ったもの」と説明している。
朝鮮語版「왜 (Keep Your Head Down)」は、2011年1月3日に第5集アルバムからの先行シングルとしてS.M. Entertainmentより発売された。第5集にはタイトル曲及びリード曲として収録された。楽曲発売日と同日に所属事務所であるSMエンタテインメントの公式YouTubeチャンネル上で、本作のミュージック・ビデオが公開された。本作のミュージック・ビデオは、通常のものと、ダンス版（2種）、ドラマ版の計4種類が存在し、いずれも第5集の日本ライセンス盤に付属のDVDに収録されている。
日本語版「Why? (Keep Your Head Down)」は、東方神起の31stシングルとして2011年1月26日にavex traxから発売された。前作『時ヲ止メテ』より10ヶ月ぶりのリリースで、CD+DVD（規格品番AVCK-79022）とCD（AVCK-79023）の2形態でのリリース。[CD+DVD]には表題曲「Why? (Keep Your Head Down)」のビデオ・クリップとオフショット映像（初回限定盤のみ）を収録したDVD、[CD]には表題曲のリミックス版とブックレットが同梱された。また、[CD+DVD]と[CD]とではディスクジャケットのデザインが異なる。
関西テレビ・フジテレビ系テレビドラマ『美しい隣人』の主題歌として使用され、メンバーは「東方神起のパワフルなダンスパフォーマンスが楽しめる曲で、歌詞も男らしいタフな感じ。ドラマのどの場面と一番合うかチェックしながら見てください」とコメントした。なお、シングルのカップリング曲として収録された「MAXIMUM」も、表題曲と同様『Keep Your Head Down』収録曲の日本語版である。 
公の場では2011年1月25日・26日に国立代々木競技場 第一体育館で開催された『SM TOWN LIVE in JAPAN』で初披露となった。また、本作で『第62回NHK紅白歌合戦』に出場。2年ぶりかつ3回目の出場で、2人体制となってからは初の紅白出場となった。

## チャート成績
韓国版は、1月3日に配信シングルとして発売され、ガオンデジタルチャートで第5位、年間チャートでは108位を獲得し、2011年末時点で139万1468ダウンロードを記録した。
日本版のシングルは、発売初週で23.1万枚の売上を記録し、2月7日付のオリコン週間シングルランキングで3作連続かつ通算9作目の初登場首位を獲得し、自身の持つ海外アーティストによるシングル首位獲得作品数を更新した。また、本作の初週売上は29thシングル『BREAK OUT!』で記録した25.6万枚に次ぐ、海外アーティスト史上2番目の売上となる。

## 批評
日本版「Why? (Keep Your Head Down)」は、音楽評論家から肯定的評価を受けた。『hotexpress』の平賀哲雄は、「スリリングなドラマの内容ともリンクするロックテイスト溢れるダンスナンバー」と批評し、「腹に響く重低音と展開の読めないストーリーは、かつての東方神起のイメージを根底から覆すほどのインパクトを誇っており、そのサウンドクオリティの高さ。そして2人の実にテクニカルでエモーショナルなボーカルは、アジアのみならず欧米のリスナーをもロックオンしようとする気概を感じさせる。東方の神を起こさんばかりのキラーチューン」とコメントした。『WHAT's IN?』の大野貴史は、「聴かせる、というよりは叩きつける。酔わせる、というよりは揺さぶる。そんな印象の非常にアグレッシブなダンス・チューン」と批評し、「鋭利なミディアム・ビートを軸とするスケールの大きなサウンド。その上で繰り広げられる歌&ラップのホットでスリリングな応酬。去っていった"君"への激情を表現する。」とコメントした。

## 収録内容
| #         | タイトル                     | 作詞          | 作曲                      | 編曲        | 時間 |
| --------- | ---------------------------- | ------------- | ------------------------- | ----------- | ---- |
| 1.        | 「왜 (Keep Your Head Down)」 | Yoo Young Jin | Yoo Han Jin Yoo Young Jin | Yoo Han Jin | 3:58 |
| 合計時間: | 合計時間:                    | 合計時間:     | 合計時間:                 | 合計時間:   | 3:58 |

| #         | タイトル                                                       | 作詞                               | 作曲                      | 編曲          | 時間  |
| --------- | -------------------------------------------------------------- | ---------------------------------- | ------------------------- | ------------- | ----- |
| 1.        | 「Why? (Keep Your Head Down)」                                 | - Yoo Young Jin - Luna（日本語詞） | Yoo Han Jin Yoo Young Jin | Yoo Han Jin   | 4:01  |
| 2.        | 「MAXIMUM」                                                    | - Yoo Young Jin - Luna（日本語詞） | Yoo Young Jin             | Yoo Young Jin | 3:43  |
| 3.        | 「Why? (Keep Your Head Down)」(Night Rod man Regeneration Mix) | - Yoo Young Jin - Luna（日本語詞） | Yoo Han Jin Yoo Young Jin | Yoo Han Jin   | 4:38  |
| 4.        | 「Why? (Keep Your Head Down)」(Less Vocal)                     |                                    |                           |               | 4:01  |
| 5.        | 「MAXIMUM」(Less Vocal)                                        |                                    |                           |               | 3:41  |
| 合計時間: | 合計時間:                                                      | 合計時間:                          | 合計時間:                 | 合計時間:     | 20:04 |

| #         | タイトル                                   | 作詞                               | 作曲                      | 編曲          | 時間  |
| --------- | ------------------------------------------ | ---------------------------------- | ------------------------- | ------------- | ----- |
| 1.        | 「Why? (Keep Your Head Down)」             | - Yoo Young Jin - Luna（日本語詞） | Yoo Han Jin Yoo Young Jin | Yoo Han Jin   | 4:01  |
| 2.        | 「MAXIMUM」                                | - Yoo Young Jin - Luna（日本語詞） | Yoo Young Jin             | Yoo Young Jin | 3:43  |
| 3.        | 「Why? (Keep Your Head Down)」(Less Vocal) |                                    |                           |               | 4:01  |
| 4.        | 「MAXIMUM」(Less Vocal-\)                  |                                    |                           |               | 3:41  |
| 合計時間: | 合計時間:                                  | 合計時間:                          | 合計時間:                 | 合計時間:     | 15:26 |

| #  | タイトル                                   | 作詞 | 作曲・編曲 | 監督         |
| -- | ------------------------------------------ | ---- | ---------- | ------------ |
| 1. | 「Why? (Keep Your Head Down)」(Video Clip) |      |            | Joh Su Hyun  |
| 2. | 「Off Shot Movie」(初回限定盤のみ)         |      |            | Kenta Tanoue |

## 収録アルバム
Why? (Keep Your Head Down)
- Keep Your Head Down（朝鮮語版、왜 (Keep Your Head Down)）
- TONE
- FINE COLLECTION 〜Begin Again〜

MAXIMUM
- Keep Your Head Down（朝鮮語版）
- TONE